# Benedykt Matusik
Benedykt Rajmund Matusik – polski trębacz, prof. dr hab. sztuk muzycznych, pracownik Katedry Instrumentów Dętych Blaszanych Wydziału Instrumentalnego Akademii Muzycznej w Krakowie.

## Życiorys
W 1990 ukończył studia w zakresie Instrumentalistyki w Akademii Muzycznej w Krakowie, natomiast 5 marca 2001 obronił pracę doktorską, 27 września 2013 habilitował się na podstawie oceny dorobku naukowego i pracy zatytułowanej Muzyka na trąbki i kotły i znaczenie zawodowej organizacji muzyków w kontekście współczesnej praktyki wykonawczej, 10 marca 2020 otrzymał tytuł profesora sztuk muzycznych z rąk Prezydenta RP.

## Odznaczenia
- Brązowy Krzyż Zasługi (2020)[4]